# Jimmy Ellis (musiker)
Jimmy Hughes Bell, känd som Jimmy Ellis, även kallad Orion, född 26 februari 1945, död 12 december 1998 i Orville, Alabama, var en amerikansk rocksångare. 
Jimmy Ellis adopterades av makarna Furniss och Mary Faye Ellis och växte upp i Orville, Alabama. Han var aktiv idrottare i skolan, och underhöll sina kompisar ibland med sång. Hans lärare uppmuntrade honom att ställa upp i en talangtävling år 1963. Han vann sin omgång och gick vidare till finalen, som han förlorade. Snart var han med i en talangtävling i lokal-tv. 
Året efter spelade Jimmy in sin första singel. Den hette "Don't Count Your Chickens Before They Hatch" / "Love Is But A Love" och gjordes för skivbolaget Dradco. Skivan köptes bara av Jimmys vänner och en del lokala radiostationer i Alabama och Georgia. Många trodde att det var Elvis Presley som sjöng, eftersom Jimmy redan då hade en röst som låg relativt nära Elvis. Han fick ett erbjudande från Capricon Records, men Jimmys föräldrar ville att han skulle koncentrera sig på skolan istället. Han fick ett baseball-stipendium och studerade vid Livingston University i drygt tre år. 
1972 fick han kontakt med Finlay Duncan som hade en skivstudio i Valparaiso, Illinois. Tillsammans spelade de in "I Use Her to Remind Me of You" som hamnade på Billboards Pick Hit of the Week. Finlay Duncan kontaktade sin vän Shelby Singelton Jr. i Nashville, som då hade köpt Sun Records av Sam Phillips. Han var övertygad om att det var Elvis som sjöng. När han fick klart för sig att det var Jimmy Ellis övertalade han Duncan att spela in låtarna "That's Allright Mama" och "Blue Moon of Kentucky" – alltså samma låtar som på Elvis Presleys första Sun-singel. Eftersom Jimmys röst liknade Elvis, gav Shelby Singelton ut singeln utan Jimmys namn på skivetiketten. Singeltons avsikt var att folk skulle tro att det var outgivna versioner med Elvis på skivan. Vissa gick på bluffen, andra inte. Efter sviktande försäljningssiffror gavs singeln ut på nytt, men då med Jimmys namn på skivetiketten. 1973 spelade Jimmy in ytterligare en singel för Sun, men den sålde inte heller vidare bra. 
Jimmy lämnade Sun Records för Challenger Records där han spelade in låten "There Ya Go", som användes i TV-serien McCloud, med Dennis Weaver i huvudrollen. MCA gav ut låten på en singel tillsammans med "Here Comes That Feelin". 1974 gjorde Jimmy en version av "Promised Land" som fanns med på skivan Power Pack's Super Hits, utgiven av Gusto Records. 
1975 flyttade Jimmy till Los Angeles där han träffade Jamie Rogers, som hade jobbat med The Osmonds, Tom Jones och Elvis Presley. De två satte ihop en show och gav sig ut på turné. I samband med ett besök i hemstaten Alabama träffade Jimmy skivbolagsägaren Bobby Smith med skivbolaget Boblo i Brunswick, Georgia. Jimmy spelade in fem singlar för Boblo, plus en nyinspelning av MCA-singeln. 
I och med Elvis Presleys bortgång 16 augusti 1977 ändrades Jimmys karriär drastiskt. Boblo släppte en promo-singel med låten "I'm Not Trying to Being Like Elvis" som en motpol till alla mer eller mindre lyckade hyllningslåtar till Elvis av sångare som försökte härma Elvis röst. 1978 var Jimmy med i den kortlivade musikalen Elvis Lives på Broadway. Senare under samma år spelade Jimmy in LP:n Ellis Sings Elvis för Boblo. Den skivan är idag en samlarraritet med ett värde på ca 100 dollar. Sun Records gav återigen ut singeln "That's Allright Mama" / "Blue Moon of Kentucky" – också denna gång utan Jimmys namn på etiketten. I efterdyningarna av Elvis bortgång sålde singeln ganska bra. Redan nu gick ryktet om att Elvis fortfarande levde. 
Sun Records återanställde nu Jimmy som fick sjunga duett med gamla inspelningar av Jerry Lee Lewis. Dessa inspelningar hamnade på LP:n Duets. Naturligtvis började folk undra vem den mystiske rösten tillsammans med Jerry Lee Lewis var. Kunde det vara Elvis som sjöng? Det var i alla fall det som Shelby Singelton ville att folk skulle tro, så han kunde sälja skivor som smör i solsken.
1985 hade Jimmy lämnat "Orion" bakom sig och vill nu skapa sig en karriär under sitt eget namn. Han spelar in två singlar för Southern Records, varav den ena, "Sunday Father", även görs som en musikvideo som spelades rätt mycket i TV. Karriären vill dock inte ta fart, så Jimmy tar åter på sig masken 1987 och blir "Orion" igen. 
Den 31 januari 1992 besöker Orion Sverige för första gången och gör en show på Kronprinsen i Malmö. I september samma år återvänder han och gör en show i Borås som också filmades och gavs ut på video. I januari 1993 var han med i TV-programmet Oldsberg – för närvarande. Sista gången Jimmy besöker Sverige är 8 november 1996 då han gör en show i Gävle. 
Den 12 december 1998 skjuts Jimmy Ellis ihjäl i en av sina butiker i Orville, Alabama under ett väpnat rån. Förutom Jimmy skjuts även hans före detta fru Elaine Thompson, 44, ihjäl. En tredje person, Helen King, skadas men överlever. Jimmy Ellis begravs på New Live Oak Cemetery i Selma, Alabama 16 december 1998.

## Diskografi (i urval)
Album
- By Request: Ellis Sings Elvis (1978)
- Reborn (1978)
- Sunrise (1979)
- Orion Country (1980)
- Rockabilly (1980)
- Feelings (1981)